# Рамзайські кургани
Рамзайські кургани — археологічна пам'ятка 5 половецьких курганів у села Рамзай Мокшанського району Пензенської області.
Досліджені у 1965-67 роках М. Р. Полєсських. Кургани не переорювалися. Висота насипів від 0,5 до 1 м; діаметр від 8 до 19 м.

## Конструкція
У двох рамзайських курганах простежено кільцеві канавки — ровики. У кожному кургані виявлено по одному похованню. Могильні ями знаходилися в центрі курганів й заглиблювалися у материковий пісок. Розміри ям від 1,5 до 2 м у довжину й від 0,6 до 1,2 м завширшки. У трьох курганах збереглися залишки дерев'яного перекриття могил.

## Обряди поховання
У кургані № 1 поховання здійснене за обрядом трупоспалення; з речей виявлено тільки залізний стрижень. У інших курганах використано обряд поховання тіла. В курганах № 2, 4 — поховання жіночі, а у курганах № 3, 5 — чоловічі.
Померлі лежали на спині й орієнтовані головою на північний схід й схід.

## Інвентар й належність
Етнічна належність визначена за жіночими похованнями. В одному виявлена мідний кульчик у вигляді знака питання з 4 намистинами, ножиці для стрижки вівців, дзеркало, два бронзові браслета та пластинчасті у перетині намиста. В іншому жіночому похованні — золотий кульчик у вигляді знака питання, бронзовий перстень з дроту з вічком для вставки каменю.
Похоронний обряд та інвентар вказують на належність поховань до половців (кипчаків) кипчаків й були здійснені за золотоординської доби у 13-14 сторіччі.